# Guido Pennano Allison
Guido Carlos Pennano Allison (Lima, 8 de noviembre de 1951) es un economista y político peruano. Fue congresista de la república en el breve periodo 2000-2001 y ministro de Industria, Turismo, Integración y Negociaciones Comerciales Internacionales del Perú durante el gobierno de Alberto Fujimori, desde el 28 de julio de 1990 hasta el 15 de febrero de 1991.

## Biografía
Nació en la ciudad de Lima, el 8 de noviembre de 1951.
Realizó sus estudios de economía en la Universidad Nacional Mayor de San Marcos y en la Universidad del Pacífico. Fue director de la Escuela Profesional de Administración de Negocios de la Universidad Privada San Juan Bautista, donde fue docente y también del Miembro de Centro de Investigación de la Universidad del Pacífico.
Condujo el programa Promoviendo en el canal Frecuencia Latina y era comentarista económico del espacio dominical de América Televisión En Persona conducido por César Hildebrandt.
Actualmente es comentarista en temas económicos en Radio Exitosa.

## Trayectoria política

### Ministro de Estado
El 28 de julio de 1990, Guido Pennano fue nombrado y juramentado por el presidente Alberto Fujimori como ministro de Industria, Turismo, Integración y Negociaciones Comerciales Internacionales del Perú,  en su primer gabinete ministerial encabezado por Juan Carlos Hurtado Miller. Sin embargo, Penanano permaneció en el cargo hasta el 15 de febrero del siguiente año, en donde renunció tras la filtración a la prensa de medios de comunicación cercanos al MEF y también por la renuncia de Hurtado Miller al premierato. Fue reemplazado en el cargo por Víctor Joy Way.

### Elecciones de 1995
En las elecciones generales del año 1995, Guido Pennano fue anunciado como candidato a la segunda vicepresidencia en la plancha presidencial de Javier Pérez de Cuellar por el partido Unión por el Perú. Sin embargo, la candidatura quedó en el segundo lugar de las preferencias tras la reelección de Alberto Fujimori como presidente del Perú.

### Congresista
En el año 1999, Guido Pennano se afilió al Frente Independiente Moralizador de Fernando Olivera y postuló al Congreso de la República en las elecciones parlamentarias del año 2000, logrando salir elegido como congresista con 27,998 votos y juramentado para el periodo parlamentario 2000-2005.
En el legislativo, ejerció como presidente de la Subcomisión que investigaba las denuncias contra Alberto Fujimori. Asimismo, formó parte de la oposición al gobierno de Alberto Fujimori, su exlíder.
Ante la difusión de los Vladivideos, la renuncia de Alberto Fujimori a la presidencia de la república mediante un fax y la juramentación interina de Valentín Paniagua, su cargo parlamentario fue reducido hasta julio del 2001 donde luego se convocaron a nuevas elecciones generales.

## Controversias
Durante su labor como congresista, Guido Pennano fue expulsado del Frente Independiente Moralizador luego de descubrirse su reunión con el exasesor presidencial Vladimiro Montesinos, quien le había ofrecido 350 mil dólares, un ministerio y resolver todos sus juicios pendientes con la Superintendencia Nacional de Aduanas y de Administración Tributaria (SUNAT). En su defensa, Pennano aceptó haber recibido dinero de Montesinos y que ya se había reunido en el Servicio de Inteligencia Nacional desde que era candidato y personero del partido Unión por el Perú. También se afirmó que Pennano estaba con orden de captura por delitos tributarios.
Luego en el año 2011, el Ministerio Público pidió 8 años de cárcel para Guido Pennano por presuntamente falsificar documentos para obtener su libertad cuando estaba recluido en el penal de Picsi (ubicado en Chiclayo) tras ser sentenciado por presuntamente haber estafado a unos agricultores del departamento de Lambayeque. Sin embargo, Pennano no llegó a la lectura de la sentencia y el Cuarto Juzgado Penal Liquidador de Chiclayo ordenó su captura a nivel nacional.